# Paratachys sagax
Paratachys sagax är en skalbaggsart som beskrevs av Thomas Casey. Paratachys sagax ingår i släktet Paratachys och familjen jordlöpare. Inga underarter finns listade i Catalogue of Life.